# 용마터널
용마터널(龍馬터널)은 서울특별시 중랑구 면목동에서 경기도 구리시 교문동을 연결하는 사가정로의 터널이다.

## 연혁
- 1996년 12월 31일 : 구리암사대교 및 연결도로에 대한 타당성 조사
- 1998년 5월 19일 : 건설 기본계획 착수
- 1998년 12월 : 건설교통부에서 광역도로로 지정
- 1999년 12월 31일 : 건설 기본계획 완료
- 2000년 3월 13일 : 기획예산처에서 예비타당성 조사 착수
- 2001년 5월 : 민간투자사업 최초제안서 제출
- 2003년 8월 12일 : 실시 협약 체결
- 2005년 7월 15일 : 건설기술심의 완료[주 1]
- 2009년 12월 1일 : 착공[2]
- 2014년 11월 10일 : 서울시의회, 3년 내 사업 재구조화 또는 서울시 매입하는 것으로 조건부 승인[3]
- 2014년 11월 21일 : 개통[4][5]

1. ↑  《사가정~암사동 광역도로 건설사업 예비타당성 조사보고서 보관됨 2014-10-15 - 웨이백 머신》, 한국개발연구원, 2000-7-31

## 구성
용마터널은 크게 본 터널과 두 개의 소규모 터널로 구성되어 있다.

- 용마터널 : 본 터널인 용마터널은 왕복 4차로 규모로 연장은 2,565m (암사방향 2,562m, 사가정방향 2,567m)이다. 사가정 방향 출입구는 지하차도와 직결되어 있으며, 지하차도의 연장은 383m이다. 전체적인 고도는 사가정 쪽이 다소 높다.
- 아치울교 : 아치울교는 용마터널 암사방향에 위치한 교량으로 연장은 75m이다. 국도 제43호선과 국도 제46호선이 지나는 아차산로 위로 지나가며, 이 도로와 접속되지는 않는다. 교량 구조는 아치교 형태로 건설된다.
- 장자천교 : 장자천교는 용마터널 암사방향에 위치한 아치울교와 구리암사대교 사이에 위치한 교량으로 연장은 120m이다. 한강의 작은 지류인 "장자천"을 횡단하며, 구조는 형교 형태로 건설된다.

## 통행료
용마터널 통행료는 다음과 같다. 통행료는 2044년 11월 20일까지 징수할 계획이다.
| 구분 | 통행료  | 해당 차량                                                                                          |
| ---- | ------- | -------------------------------------------------------------------------------------------------- |
| 경차 | 750원   | 배기량 1,000cc 미만 경자동차 길이 3.6m 이하, 너비 1.6m 이하, 높이 2.0m 이하                        |
| 소형 | 1,500원 | 2축 차량, 윤폭 130mm초과 279.4mm 이하 (승용차, 16인승 이하 소형버스, 2.5톤 미만 소형화물)          |
| 중형 | 2,500원 | 2축 차량, 윤폭 279.4mm 초과, 윤거 1,800mm이하 (대형버스 17인승이상, 중형화물 2.5톤 이상~10톤 이하) |
| 대형 | 3,200원 | 3축 대형 화물차 (10톤 초과) 4축 이상 대형 화물차 (20톤 초과)                                       |

## 용마터널 주식회사
용마터널 주식회사는 본사가 경기도 구리시 아차산로 226 (교문동)에 위치하고 있다. 케이비발해인프라투융자회사에서 60%, SK에코플랜트에서 12.4%, 대림산업에서 9.6%, 롯데건설에서 9.6%, 동부건설에서 6%, 원하종합건설에서 2.4% 등을 출자하였다.

## 같이 보기
- 구리암사대교

## 관련 자료
- 서울시 시보 2938호 77쪽 (2009년 10년 22일) 용마터널 승인 고시